# Гезенк

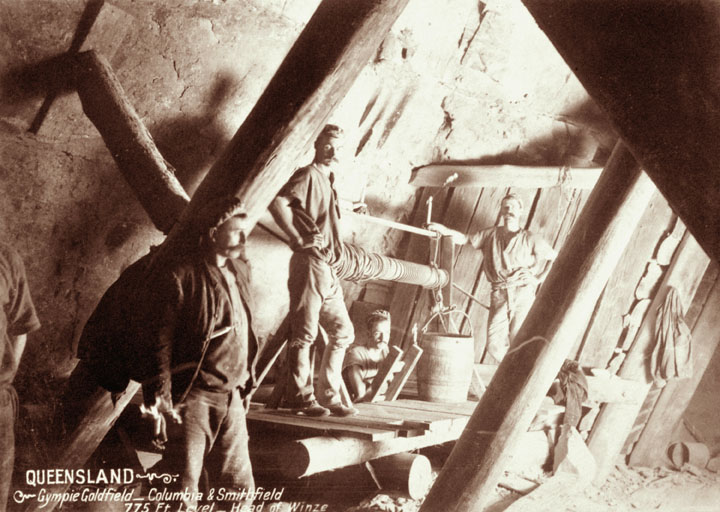
Шахтарі на горішній частині гезенка. США, фото 1890-х років.

Гезе́нк  (від нім. Gesenke — похил, схил) — вертикальна підземна гірнича виробка, яка не має безпосереднього виходу на земну поверхню і призначається для спуску корисних копалин із верхніх горизонтів на основний самопливом або у спеціальних посудинах механічним способом. Як і сліпий ствол, гезенк може бути використаний для допоміжних цілей — спуску та підйому людей, матеріалів, устаткування; вентиляції.
Проводяться ґезенки знизу вгору (на негазових шахтах) і зверху вниз (на шахтах з газопиловим режимом). У минулому гезенки мали тільки прямокутний поперечний переріз, тоді як зараз зазвичай використовуються круглі або еліптичні перетини.